# Confolent-Port-Dieu
Confolent-Port-Dieu est une commune française située dans le département de la Corrèze, en région Nouvelle-Aquitaine.

## Géographie

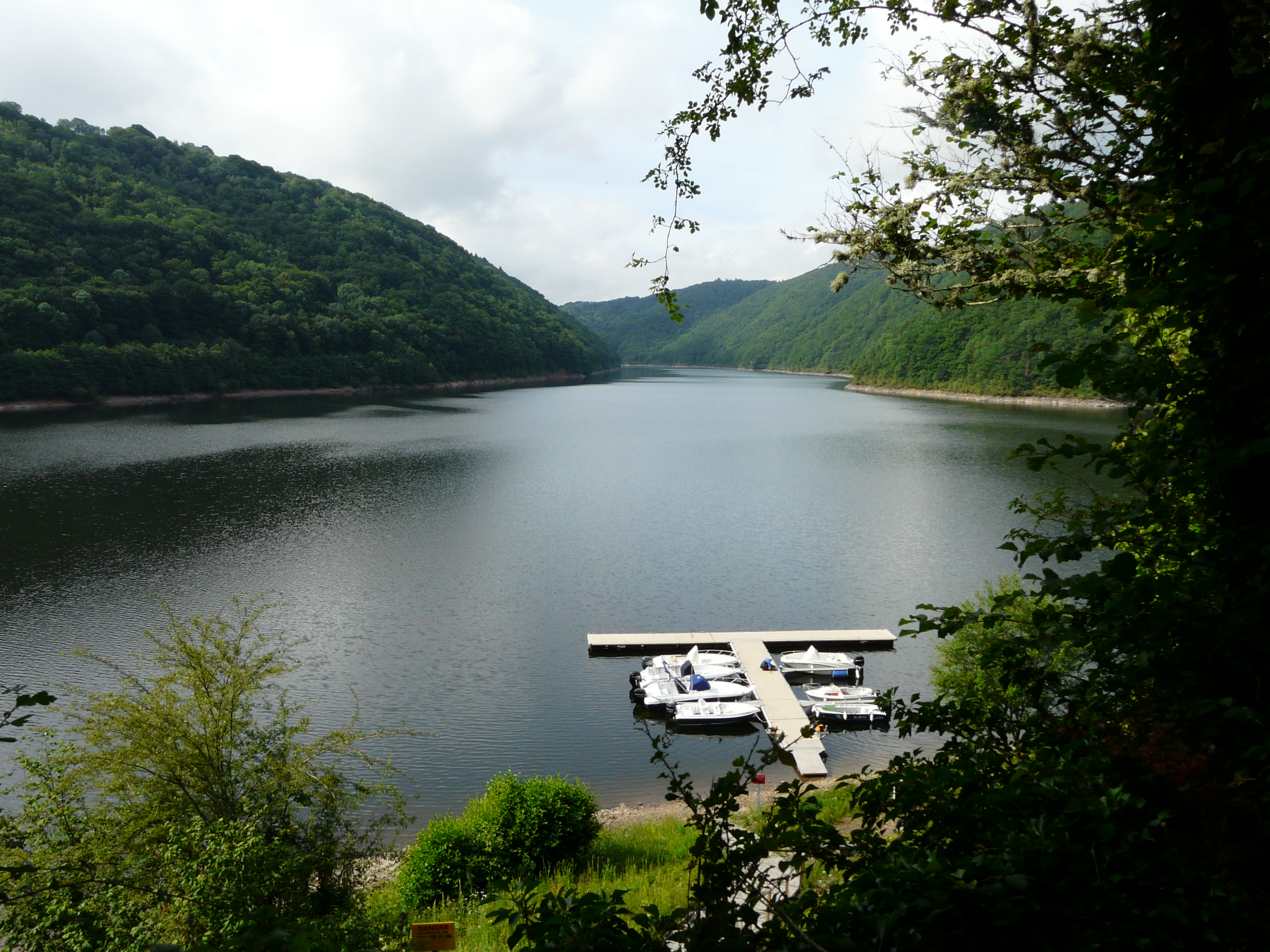
Le lac de Bort-les-Orgues en contrebas de l'ancien prieuré de Port-Dieu.

Confolent-Port-Dieu est la commune la moins peuplée du département de la Corrèze. Elle est bordée sur sa façade orientale par la Dordogne retenue dans le lac de Bort-les-Orgues, et au nord par le Chavanon, affluent de la Dordogne.
La commune se compose du bourg de Confolent et de trois hameaux (Arsac, Bourrières et Prunt), qui se nomment respectivement en occitan (transcription en orthographe française) : Archa, Bourîre et Priyon.

### Communes limitrophes

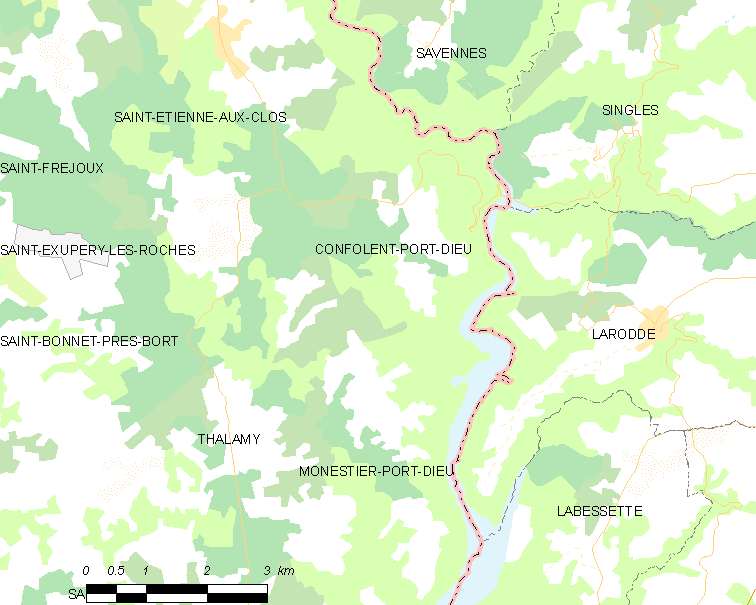
Carte de Confolent-Port-Dieu et des communes avoisinantes.

Confolent-Port-Dieu est limitrophe de six autres communes, dont trois dans le département du Puy-de-Dôme.
| Saint-Étienne-aux-Clos | Savennes (Puy-de-Dôme) | Singles (Puy-de-Dôme) |
| Thalamy                | Confolent-Port-Dieu    | Larodde (Puy-de-Dôme) |
|                        | Monestier-Port-Dieu    |                       |

### Climat
Pour des articles plus généraux, voir Climat de la Nouvelle-Aquitaine et Climat de la Corrèze.
Historiquement, la commune est exposée à un climat montagnard.  
En 2020, Météo-France publie une typologie des climats de la France métropolitaine dans laquelle la commune est exposée à un climat de montagne et est dans la région climatique  Ouest et nord-ouest du Massif Central, caractérisée par une pluviométrie annuelle de 900 à 1 500 mm, maximale en automne et en hiver.
Pour la période 1971-2000, la température annuelle moyenne est de 8,9 °C, avec  une amplitude thermique annuelle de 15,1 °C. Le cumul annuel moyen de précipitations est de 1 173 mm, avec 14,2 jours de précipitations en janvier et 8,5 jours en juillet. Pour la période 1991-2020, la température moyenne annuelle observée sur la station météorologique la plus proche, située sur la commune d'Ussel à 15 km à vol d'oiseau, est de 9,9 °C et le cumul annuel moyen de précipitations est de 1 156,1 mm,. Pour l'avenir, les paramètres climatiques de la commune estimés pour 2050 selon différents scénarios d’émission de gaz à effet de serre sont consultables sur un site dédié publié par Météo-France en novembre 2022.

## Urbanisme

### Typologie
Au 1er janvier 2024, Confolent-Port-Dieu est catégorisée commune rurale à habitat très dispersé, selon la nouvelle grille communale de densité à 7 niveaux définie par l'Insee en 2022.
Elle est située hors unité urbaine et hors attraction des villes,.
La commune, bordée par un plan d’eau intérieur d’une superficie supérieure à 1 000 hectares, le lac de Bort-les-Orgues, est également une commune littorale au sens de la loi du 3 janvier 1986, dite loi littoral. Des dispositions spécifiques d’urbanisme s’y appliquent dès lors afin de préserver les espaces naturels, les sites, les paysages et l’équilibre écologique du littoral, tel le principe d'inconstructibilité, en dehors des espaces urbanisés, sur la bande littorale des 100 mètres, ou plus si le plan local d’urbanisme le prévoit.

### Occupation des sols
L'occupation des sols de la commune, telle qu'elle ressort de la base de données européenne d’occupation biophysique des sols Corine Land Cover (CLC), est marquée par l'importance des forêts et milieux semi-naturels (69,1 % en 2018), en diminution par rapport à 1990 (70,3 %). La répartition détaillée en 2018 est la suivante : 
forêts (69,1 %), prairies (16,2 %), eaux continentales (11,5 %), zones agricoles hétérogènes (3,2 %).
L'évolution de l’occupation des sols de la commune et de ses infrastructures peut être observée sur les différentes représentations cartographiques du territoire : la carte de Cassini (XVIIIe siècle), la carte d'état-major (1820-1866) et les cartes ou photos aériennes de l'IGN pour la période actuelle (1950 à aujourd'hui).

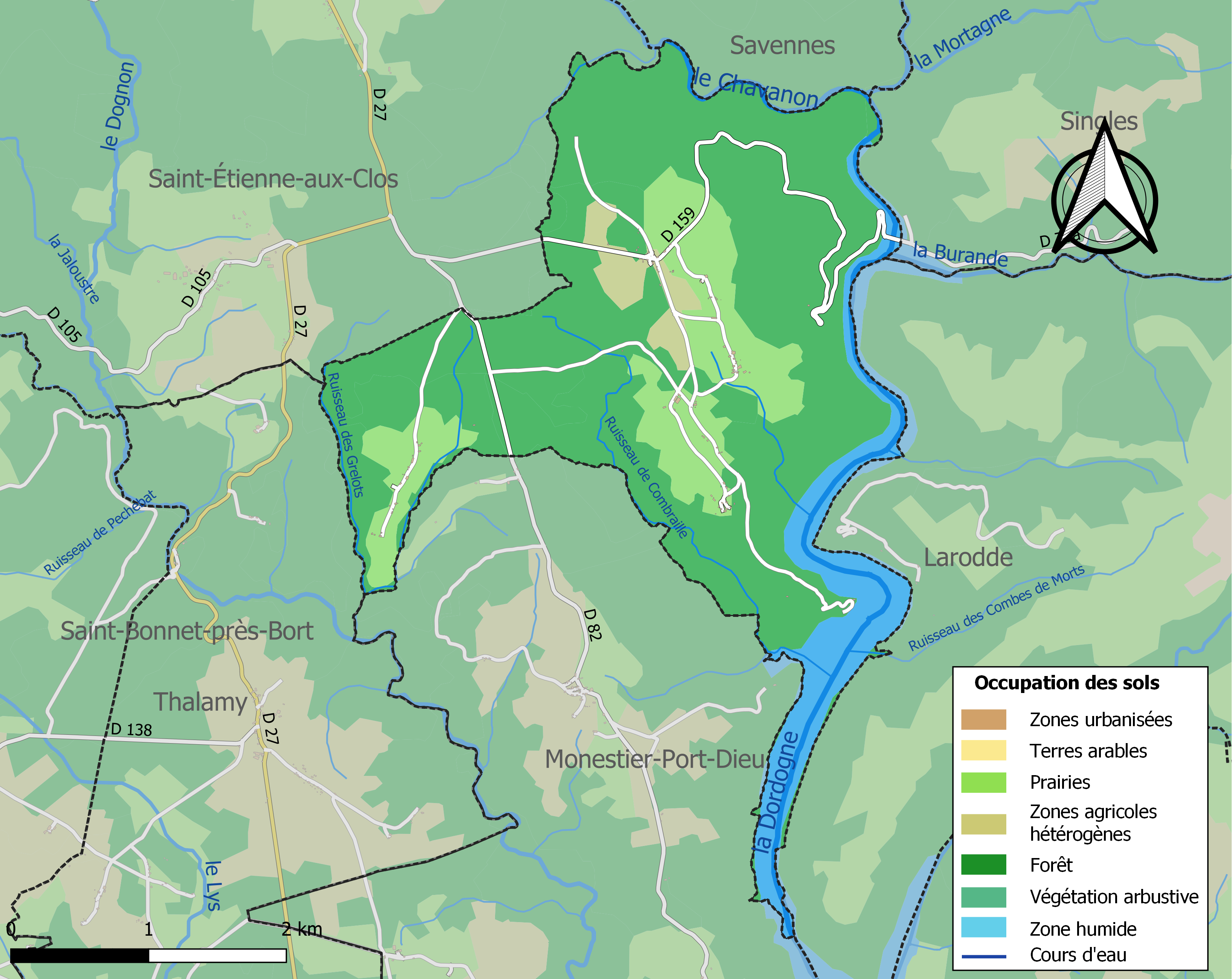
Carte des infrastructures et de l'occupation des sols de la commune en 2018 (CLC).

### Risques majeurs
Le territoire de la commune de Confolent-Port-Dieu est vulnérable à différents aléas naturels : météorologiques (tempête, orage, neige, grand froid, canicule ou sécheresse), feux de forêts, mouvements de terrains et séisme (sismicité très faible). Il est également exposé à un risque particulier : le risque de radon. Un site publié par le BRGM permet d'évaluer simplement et rapidement les risques d'un bien localisé soit par son adresse soit par le numéro de sa parcelle.

#### Risques naturels

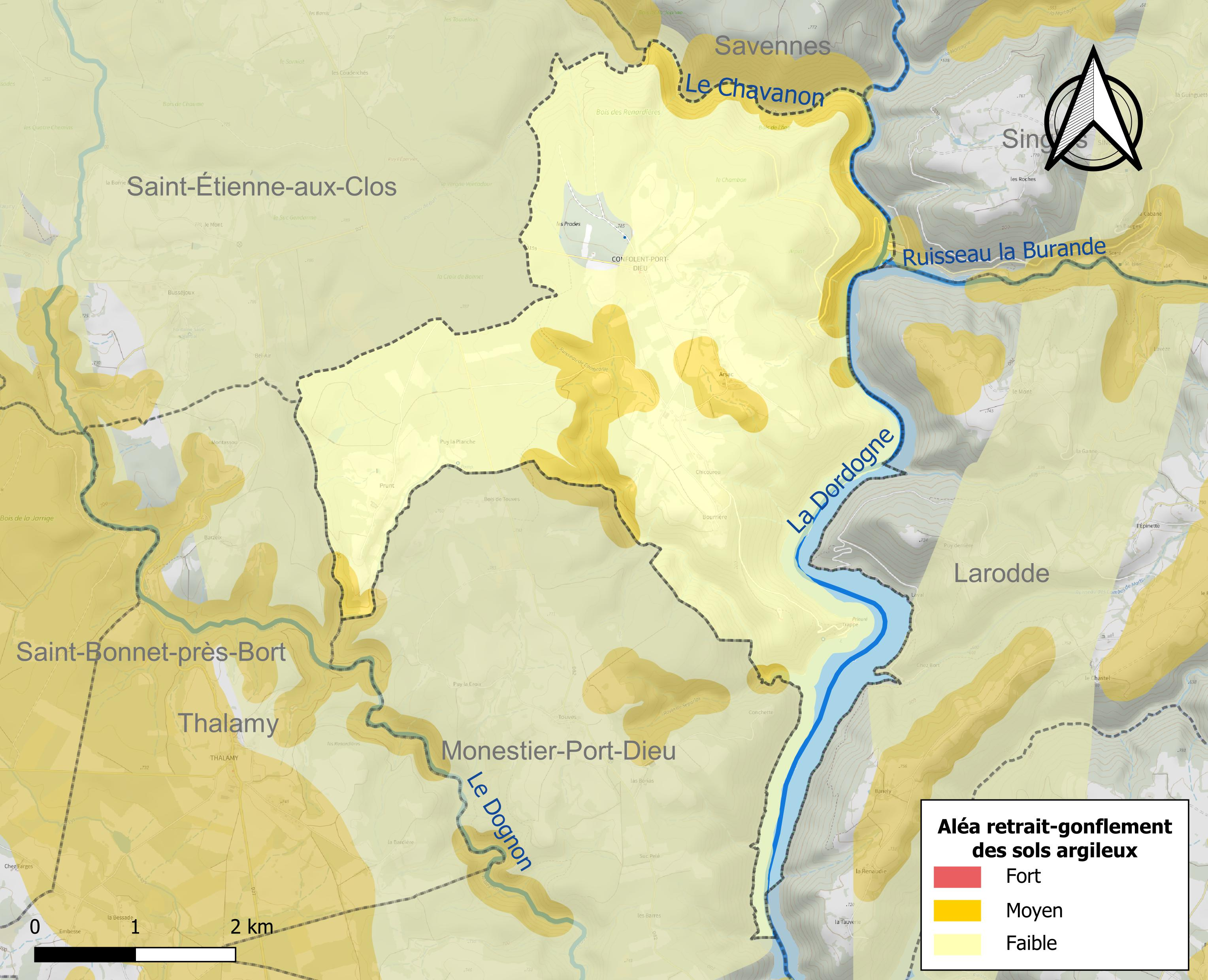
Carte des zones d'aléa retrait-gonflement des sols argileux de Confolent-Port-Dieu.

La commune est vulnérable au risque de mouvements de terrains constitué principalement du retrait-gonflement des sols argileux. Cet aléa est susceptible d'engendrer des dommages importants aux bâtiments en cas d’alternance de périodes de sécheresse et de pluie. 14,7 % de la superficie communale est en aléa moyen ou fort (26,8 % au niveau départemental et 48,5 % au niveau national). Sur les 53 bâtiments dénombrés sur la commune en 2019, huit sont en aléa moyen ou fort, soit 15 %, à comparer aux 36 % au niveau départemental et 54 % au niveau national. Une cartographie de l'exposition du territoire national au retrait gonflement des sols argileux est disponible sur le site du BRGM,.
Concernant les feux de forêt, aucun plan de prévention des risques incendie de forêt (PPRIF) n’a été établi en Corrèze, néanmoins le code de l’urbanisme impose la prise en compte des risques dans les documents d’urbanisme. Le périmètre des servitudes d'utilité publique et des zones d'obligation légale de débroussaillement pour les particuliers est quant à lui défini pour la commune dans une carte dédiée. 

#### Risque particulier
Dans plusieurs parties du territoire national, le radon, accumulé dans certains logements ou autres locaux, peut constituer une source significative d’exposition de la population aux rayonnements ionisants. Certaines communes du département sont concernées par le risque radon à un niveau plus ou moins élevé. Selon la classification de 2018, la commune de Confolent-Port-Dieu est classée en zone 2, à savoir zone à potentiel radon faible mais sur lesquelles des facteurs géologiques particuliers peuvent faciliter le transfert du radon vers les bâtiments. 

## Histoire
Le lieu-dit Trappes, correspondant à l'emplacement d'un ancien prieuré fondé par l'abbaye de la Chaise-Dieu, fut détruit au cours des guerres de religion,. On sait par ailleurs que l'église de L'Invention des Reliques de Saint-Étienne à Pigerolles fut un temps rattachée à ce prieuré.
Lors de la mise en eau du lac de Bort-les-Orgues, le bourg de Port-Dieu est englouti. La commune correspondante change de nom et devient Confolent-Port-Dieu le 27 décembre 1950.

## Politique et administration
| Période                                  | Période      | Identité               | Étiquette | Qualité  |
| ---------------------------------------- | ------------ | ---------------------- | --------- | -------- |
| Les données manquantes sont à compléter. |              |                        |           |          |
| mars 2001                                | mars 2008    | Jean-Louis Louradour   | -         |          |
| mars 2008                                | juillet 2020 | Martine Gaillard-Jamin | -         | Employée |
| juillet 2020                             | En cours     | Nicolas Jouve          | DVD       |          |

## Démographie
L'évolution du nombre d'habitants est connue à travers les recensements de la population effectués dans la commune depuis 1793. Pour les communes de moins de 10 000 habitants, une enquête de recensement portant sur toute la population est réalisée tous les cinq ans, les populations de référence des années intermédiaires étant quant à elles estimées par interpolation ou extrapolation. Pour la commune, le premier recensement exhaustif entrant dans le cadre du nouveau dispositif a été réalisé en 2004.

En 2022, la commune comptait 41 habitants, en évolution de +7,89 % par rapport à 2016 (Corrèze : −0,59 %, France hors Mayotte : +2,11 %).
| 1793 | 1800 | 1806 | 1821 | 1831 | 1836 | 1841 | 1846 | 1851 |
| ---- | ---- | ---- | ---- | ---- | ---- | ---- | ---- | ---- |
| 300  | 312  | 447  | 439  | 464  | 450  | 468  | 473  | 475  |

| 1856 | 1861 | 1866 | 1872 | 1876 | 1881 | 1886 | 1891 | 1896 |
| ---- | ---- | ---- | ---- | ---- | ---- | ---- | ---- | ---- |
| 467  | 469  | 481  | 505  | 527  | 587  | 544  | 522  | 552  |

| 1901 | 1906 | 1911 | 1921 | 1926 | 1931 | 1936 | 1946 | 1954 |
| ---- | ---- | ---- | ---- | ---- | ---- | ---- | ---- | ---- |
| 535  | 551  | 519  | 404  | 372  | 338  | 312  | 245  | 79   |

| 1962 | 1968 | 1975 | 1982 | 1990 | 1999 | 2004 | 2006 | 2009 |
| ---- | ---- | ---- | ---- | ---- | ---- | ---- | ---- | ---- |
| 66   | 57   | 40   | 30   | 38   | 39   | 30   | 29   | 29   |

| 2014 | 2019 | 2022 | - | - | - | - | - | - |
| ---- | ---- | ---- | - | - | - | - | - | - |
| 37   | 43   | 41   | - | - | - | - | - | - |

## Lieux et monuments
- L'ancien prieuré de Port-Dieu, dont il reste quelques vestiges, est inscrit au titre des monuments historiques depuis 1988 pour sa chapelle des Manents[29],[30]. Le site de Port-Dieu est un site inscrit depuis 1985 qui s'étend sur 220 hectares[31].
- Chapelle Saint-Martin.
- Église de la Sainte-Trinité de Confolent-Port-Dieu.
- Le lac de Bort-les-Orgues, accessible à Port-Dieu et au pont d'Arpiat, baigne le territoire communal à l'est.

## Héraldique
| Blason de Confolent-Port-Dieu | Blason  | De gueules semé de molettes d'or, au lion de même brochant sur le tout. |
| Blason de Confolent-Port-Dieu | Détails | Le statut officiel du blason reste à déterminer.                        |

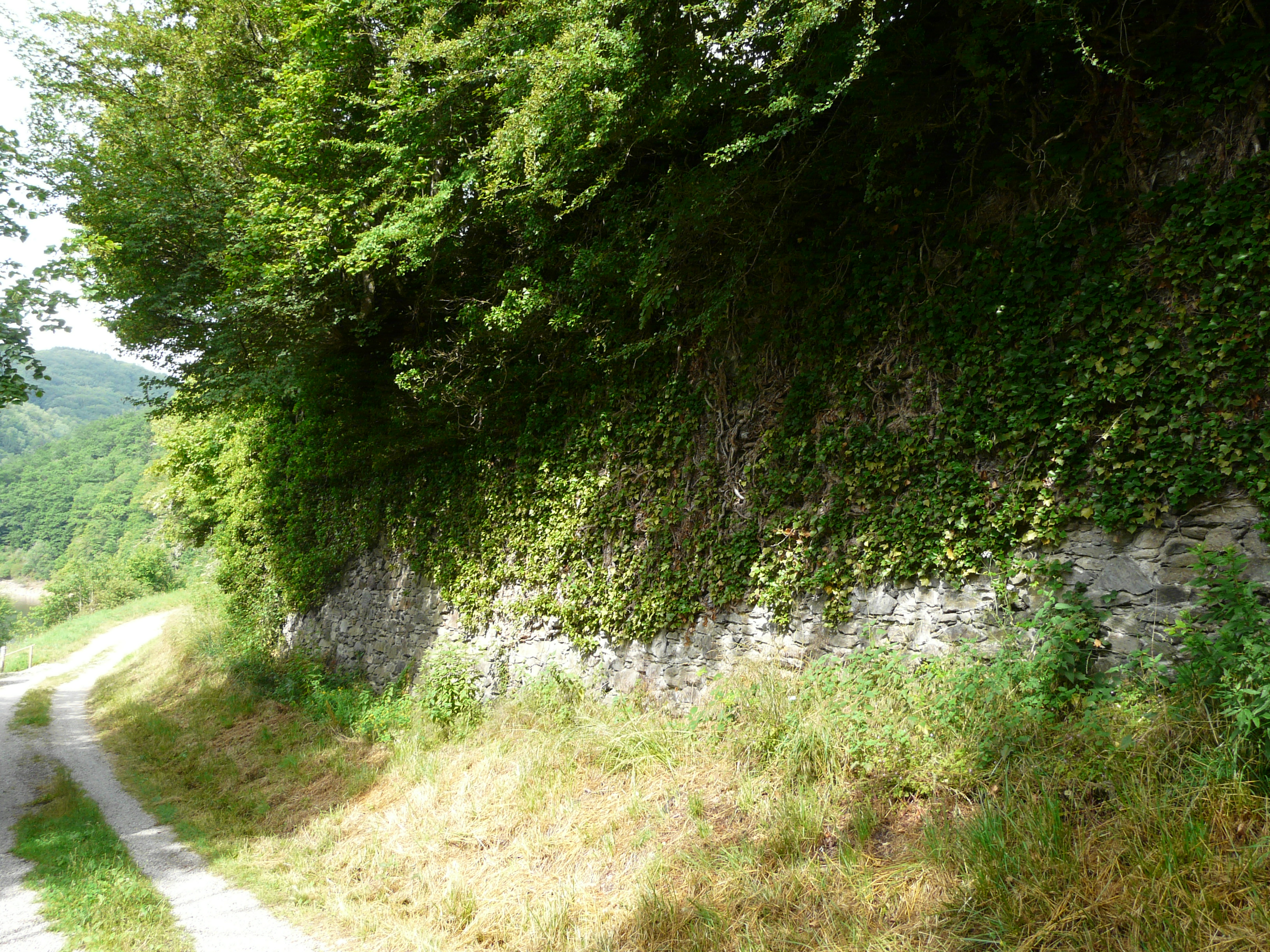
Vestiges du mur d'enceinte du prieuré de Port-Dieu.
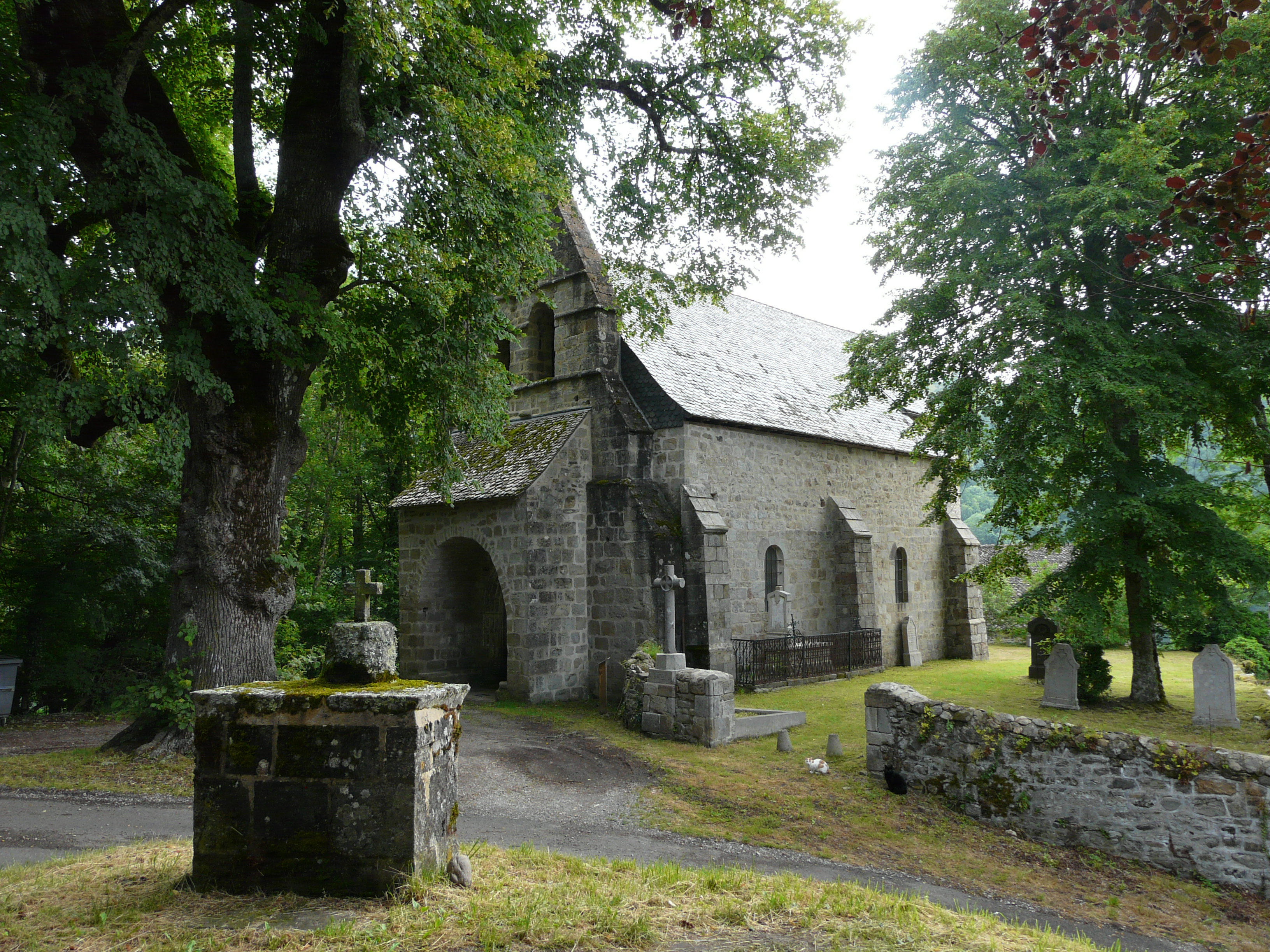
La chapelle des Manents.
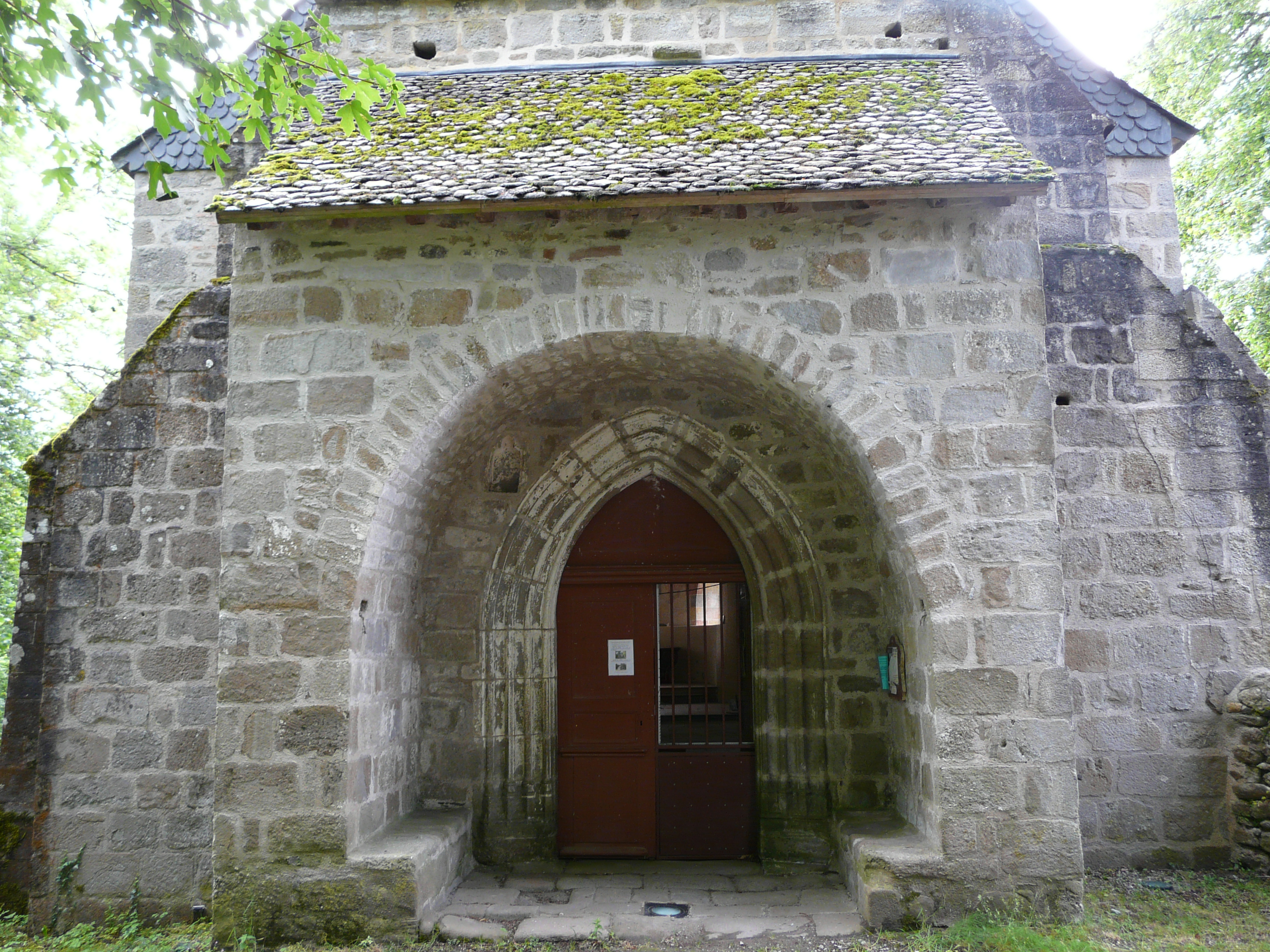
Son porche et son portail.
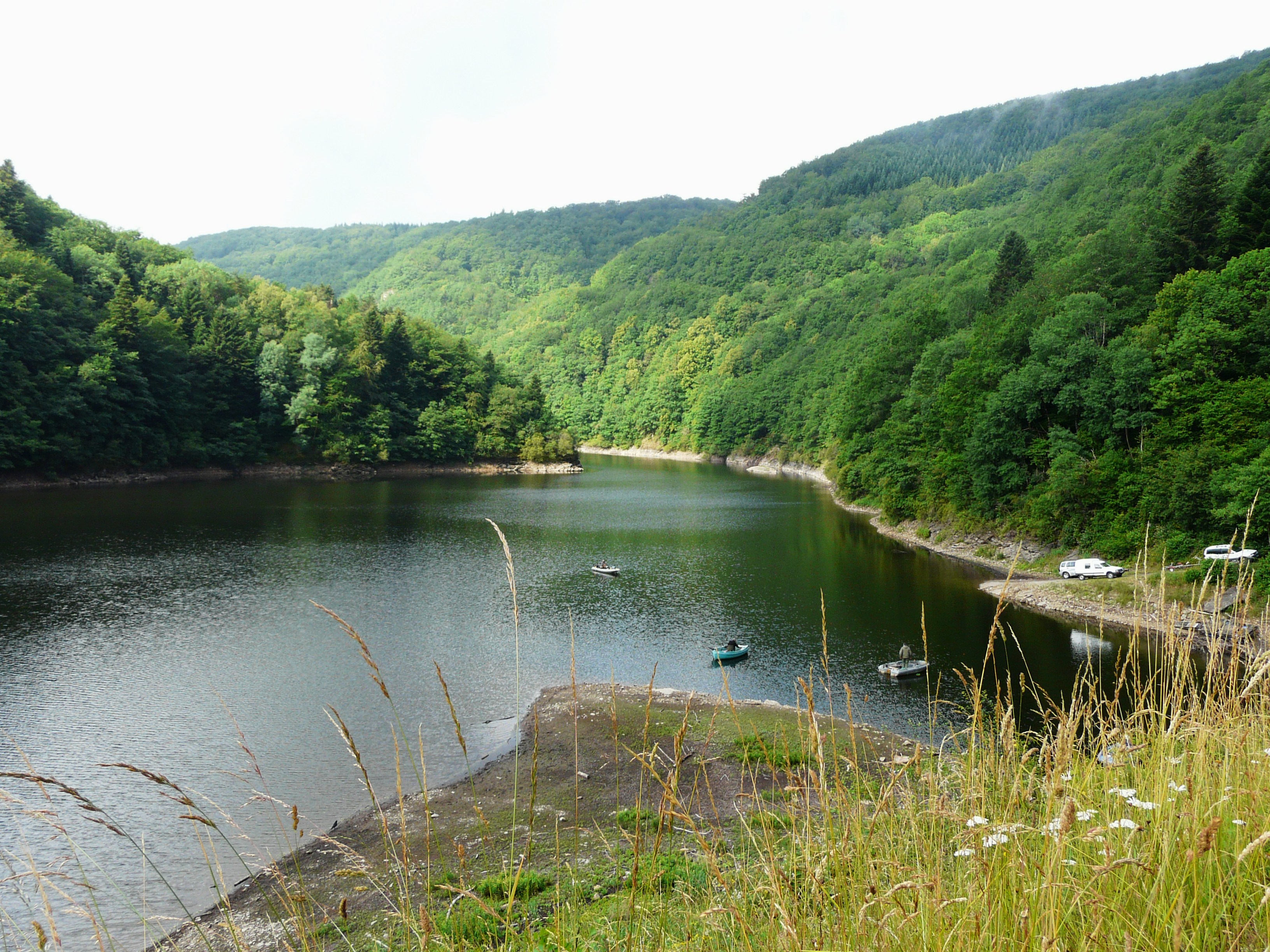
Le lac de Bort-les-Orgues au pont d'Arpiat entre Larodde à gauche et Confolent-Port-Dieu à droite.